# Фудзи (Сидзуока)
Фудзи (яп. 富士市 Фудзи-си) — Особый город в Японии, находящийся в префектуре Сидзуока. Площадь города составляет 245,02 км², население — 250 547 человек (1 августа 2014), плотность населения — 1022,56 чел./км².

## Географическое положение
Город расположен на острове Хонсю в префектуре Сидзуока региона Тюбу. С ним граничат города Сидзуока, Фудзиномия, Нумадзу, Сусоно, Готемба и посёлок Нагаидзуми. В городе расположен производитель автокомпонентов Jatco.

## Население
Население города составляет 250 547 человек (1 августа 2014), а плотность — 1022,56 чел./км². Изменение численности населения с 1980 по 2005 годы:
| 1980 | 222 488 чел. |  |
| 1985 | 231 176 чел. |  |
| 1990 | 239 796 чел. |  |
| 1995 | 246 985 чел. |  |
| 2000 | 251 559 чел. |  |
| 2005 | 253 297 чел. |  |

## Символика
Деревом города считается камфорное дерево, цветком — роза.